# Jeremy (film)
A Jeremy 1973-ban bemutatott amerikai romantikus filmdráma, Robby Benson és Glynnis O'Connor főszereplésével; története két manhattani középiskolás diák alig egy hónapon át tartó, megható románcáról szól. Ez a film volt Arthur Barron első rendezése, amivel 1973-ban a cannes-i filmfesztiválon elnyerte a legjobb elsőfilmes rendezőnek járó díjat. A férfi főszereplőt, Bensont ugyanakkor a Golden Globe-díjra jelölték az alakításáért. A két főszereplő volt a film két fő dalának énekes előadója is.
A filmet hazánkban, magyar nyelvre szinkronizálva is vetítették – illetve interneten ma is megtekinthető –, első magyar szinkronja 1980-ban készült, később [még tisztázandó időpontban, de feltehetőleg a 2000-es évtized első felében] született egy második, majd egy harmadik magyar változat is. Ugyancsak megjelent magyarul a film alapjául szolgáló regény is; az első kiadás adatai még tisztázást igényelnek, másodjára a Móra Könyvkiadó adta ki 1986-ban, Benedek Mihály fordításában, címlapján egy, a film egyik fotójának felhasználásával készült felvétellel (utóbbi Árva Ilona munkája volt).

## Cselekmény
Jeremy Jones (Benson) egy félénk és szégyenlős, előnytelenül vastag keretes szemüveget viselő, 15 éves zsidó fiú, aki New Yorkban él szüleivel, azok egyedüli gyerekeként. Mindkét szülő jobbára a saját elfoglaltságai körében éli mindennapjait, fiukkal keveset törődnek, aki mindezek által magányosnak, szerencsétlennek érzi magát. Jeremy egy főként előadóművészetekre szakosodott magániskolába jár, ahol csellistának tanul, s mivel célja, hogy koncertszintű művésszé válhasson, magántanártól is vesz órákat. Annak érdekében pedig, hogy a családjának ezzel járó kiadásaihoz maga is hozzájárulhasson, délutánonként kutyákat sétáltat, illetve nyaranta egy környékbeli lóversenypályán istállófiúként is dolgozik, lovakat jártat. Érdeklődési körébe tartozik még, hogy imád verseket olvasni – délutánonként a kutyákat is gyakran traktálja versekkel –, kosárlabdázik és sakkozik. Vannak különös hobbijai is, ezek közé tartozik, hogy rendszeresen figyelemmel kíséri a lóversenyeket, megtippeli az eredményeket is, meglehetős magabiztossággal, ennek ellenére sosem fogad.
Egy napon az iskolában, tanára kérésére krétát indul keresni, eközben benyit egy tanterembe, ahol egy hosszú hajú lány (O'Connor) balettmozdulatokat gyakorol. Jeremyt azonnal elvarázsolja a lány kisugárzása és szépsége; alig pár szót váltanak ugyan, de teljesen beleszédül – utólag döbben csak rá: olyannyira, hogy még a nevét is elfelejtette megkérdezni. Hamarosan kiderül, hogy a lány új tanuló az intézményben, a neve Susan Rollins, és bár az nem hangzik el, hogy hányadik évfolyamos, de több utalás is van a filmben arra, hogy a fiúnál kicsit idősebb lehet és fölötte jár.
Jeremy a következő napokban rendszeresen követi, de csak távolról, mert félénkségében még attól is retteg, mi lesz, ha a lány észreveszi őt, netán úgy alakulna, hogy szót kell váltaniuk egymással. Érzéseit ezért legközelebbi barátjával és kosárpályai csapattársával, Ralph Manzonival osztja meg, aki viszont úgy dönt, saját kezébe veszi a dolgok alakítását: miután Jeremy hosszas unszolására sem mer az ebédlőben odamenni Susanhoz, ő maga ül a lány mellé és ismerteti vele a helyzetet. Amikor legközelebb találkozik a menzáról ijedtében eliszkoló Jeremyvel, már jó hírrel szolgál a számára: Susan azt kéri, hogy hívja fel őt.
A még mindig gyámoltalan srác el is kezdi gyűjteni a bátorságot, ám rögtön lelohad, amikor legközelebb egy ismeretlen, idősebb fiú társaságában látja viszont a lányt, és úgy dönt, mégsem telefonál. Nemsokára elérkezik azonban az iskolai nagy koncert napja, ahol neki egy zenekari darab csellószólistájaként kell közreműködnie, és – nem kis részben annak is köszönhetően, hogy megfogadja magántanára tanácsait – nagy sikert arat. Az előadás után sokan gratulálnak a fiúnak, köztük Susan is, így végre megtörténik kettejük bemutatkozása is.
Pár nappal későbbi első randevújukon, ahol a fiú eredeti tervei helyett nem moziba mennek (iszonyú nagy sor áll a bejárat előtt), hanem beülnek egy pizzériába, Jeremy megtudja Susanról, hogy az anyja már nem él, apja neveli a nővérével együtt, és nemrég költöztek New Yorkba Detroitból, ahol a családfőnek megszűnt a munkája. A következő három hétben a fiatalok egyre jobban élvezik egymás társaságát, együtt mennek az iskolába, közösen sétáltatják a kutyákat, sőt egy nap Jeremy még a lóversenypályára is elviszi a lányt. Jeremy előbb persze csak Ralphnak meri megvallani, hogy szerelmes, de egy esős délutánon, amikor sakkozással kénytelenek elütni az időt Jeremy szobájában, egymásnak is szerelmet vallanak, s végül az első együttlétükre is sor kerül.
Susan a fellegekben járva tér haza és abban bízik, hogy az egész éjszakát egyedül töltheti, hogy tovább lebeghessen az elmúlt órák boldogságában. Otthon azonban meglepetésére kellemetlenül zajos társaságot talál, ráadásul amikor félrehívja apját, hogy négyszemközt lehessenek, a férfi közli vele, hogy korábbi főnöke visszahívta Detroitba, jobb állásba, mint korábban, s már harmadnap utazhatnak is. A lány megpróbálja megértetni apjával, hogy szerelmes, és emiatt nem akarja elhagyni New Yorkot, de az apa úgy véli, az a két hónap, amit a városban töltöttek, nem lehetett elég arra, hogy lányának komoly kapcsolata alakulhasson ki. Másnap ezért Susan könnyek között osztja meg a rossz hírt Jeremyvel, akit a hallottak teljesen lesújtanak. Még megpróbálkozik azzal, hogy az apjától kérjen segítséget, de elutasításban részesül. A film utolsó jeleneteiben a repülőtéren látjuk búcsúzkodni a két fiatalt, majd Susan elindul a családja után a repülőgép felé, Jeremy pedig magára marad.

## Szereplők
A filmnek három magyar szinkronváltozata készült, az első 1980-ban, a másik kettő később, ismeretlen időpontban.
| Szerep                          | Színész            | Magyar hang        | Magyar hang     | Magyar hang    |
| Szerep                          | Színész            | 1. szinkron (1980) | 2. szinkron     | 3. szinkron    |
| ------------------------------- | ------------------ | ------------------ | --------------- | -------------- |
| Jeremy Jones                    | Robby Benson       | Pataki Vilmos      | Előd Álmos      | Penke Bence    |
| Susan Rollins                   | Glynnis O’Connor   | Csellár Réka       | Garai Dóra      | Molnár Ilona   |
| Ralph Manzoni                   | Len Bari           | Nádas György       | Simonyi Balázs  |                |
| csellótanár                     | Leonardo Cimino    | Elekes Pál         | Versényi László | Kertész Péter  |
| Ned Rollins, Susan apja         | Ned Wilson         | Bács Ferenc        | Rosta Sándor    | Kassai Károly  |
| Ben Jones, Jeremy apja          | Chris Bohn         | Avar István        | Áron László     | Barbinek Péter |
| Grace Jones, Jeremy anyja       | Pat Wheel          | Kohut Magda        | Zsolnai Júlia   |                |
| zenetanár az iskolában          | Ted Sorel          |                    |                 |                |
| üzlettulajdonos                 | Bruce Friedman     |                    |                 |                |
| Eunice Rollins, Susan nagynénje | Eunice Anderson    |                    |                 |                |
| Danny, Susan korábbi barátja    | Dennis Boutsikaris |                    |                 |                |

Magyar nyelvű változat
| 1. változat     | 2. változat         | 3. változat           |     |
| --------------- | ------------------- | --------------------- | --- |
| Magyar szöveg   | Jankovich Krisztina | Miklósi Mariann       | N/A |
| Hangmérnök      | Szakály Mátyás      | Kardos Péter          | N/A |
| Gyártásvezető   | Miklai Mária        | Molnár Melinda        | N/A |
| Szinkronrendező | Rehorovszky Béla    | Dezsőffy Rajz Katalin | N/A |

## Gyártás
A film koncepciójával, írásával és rendezésével kapcsolatban egymásnak ellentmondó információk jelentek meg. John Minahan író álláspontja szerint a film az ő Jeremy című – a film történetével valóban a legtöbb részletet illetően szinte teljesen egyező – regényén alapul, amelyet 1972-ben kezdett el írni. Állítása szerint a megjelenés előtti piszkozatot egy alkalommal megosztotta barátjával, Arthur Barronnal, aki akkoriban forgatókönyvíró-oktató volt a Columbia Egyetemen, illetve dokumentumfilmek írójaként és producereként dolgozott az NBC-nél Barron ezután írt egy forgatókönyvet e könyv alapján, megszervezte a szereplőválogatást, felesége segítségével (aki korábban épp ilyen területen dolgozott), majd rávette két barátját, Elliott Kastnert és George Pappast, hogy vállalják el a filmkészítés produceri teendőit és segítsenek eladni az elkészült filmet a United Artistsnak. (Minahan regényét ezenközben a Bantam Books kiadó jelentette meg és széles körben kezdték terjeszteni szerte az Egyesült Államokban, a film 1973-as bemutatásával nagyjából egy időben.)
A Variety magazin egy 1973 júniusi írása viszont arról tudósít, hogy Joseph Brooks zeneszerző – aki abban az időben reklám- és filmzenék szerzőjeként tevékenykedett – olyan beadványt intézett a United Artistshoz, amelyben azt állította, hogy nem Barron, hanem ő találta ki a filmet, ő írta a forgatókönyv legnagyobb részét, a forgatás és a rendezés nagy részét is ő végezte, mindaddig, amíg a producer, Kastner ki nem rúgta és ültette a helyére az addig csak assziosztenskedő Barront. Megszólalt Kastner is, aki pedig azt állította, hogy Barront eleve társíróként és társrendezőként szerződtették, és a produkció akkor vált meg Brookstól – és nevezte ki Barront a helyére –, hogy az ki akarta rúgni a főszereplőt alakító Robby Bensont és ráadásul a költségvetést is túllépte. A United Artists lényegében nem foglalt állást a témában és mindvégig semleges maradt, mert a cég úgy ítélte meg, hogy az egész csak Brooks és Kastner vitája. A The New York Times egyik filmkritikusa, Roger Greenspun a polémiát összegezve azt írta: „helyénvalónak tűnik azt valószínűsíteni, hogy valamilyen arányban mindketten [Brooks és Barron is] szerzőként voltak részesei a film megszületésének.” Végül is a produkció részéről Brooksot csak mint a film fő dalának, a Blue Balloon (The Hourglass Song) című számnak a szerzőjeként ismerték el, habár a New York Times továbbra is támogatta igényét a rendezőként is történő elismertetésére.
A női főszereplő, Glynnis O’Connor számára a film a debütálást jelentette a profi színészet és a filmkészítés terén, Benson számára pedig az áttörést a kisebb gyerekszínészi szerepektől a későbbi, több évtizedes színművészi pályájáig. A film forgatásának idején a két, akkor még tizenéves színész a való életben is randevúzgatni kezdett, ami egy hosszan tartó szerelmi, majd később baráti kapcsolathoz vezetett. Közösen alakították a két főszereplőt 1976-ban, az Óda Billy Joe-hoz ('Ode To Billy Joe) című filmben is.
A szereplőválogatás professzionalizmusát mutatja, hogy Benson, az általa megformált karakterhez igen hasonlóan komolyan érdeklődött a sportfogadás, és ezen belül is különösen a lóversenyek iránt, sőt a való életben is dolgozott lójártatóként, az Aqueduct Racetracknél, egészen addig, amíg a film forgatása okán megnövekedett elfoglaltságai miatt rá nem kényszerült arra, hogy megváljék e megbízatásától.
A film forgatása különféle, a helyiek és a várost jól ismerők számára könnyen azonosítható, manhattani és Long Island-i helyszíneken zajlott, így megjelenik a képsorokon a Park Avenue, a manhattani High School of Performing Arts [a városrész előadóművészeti középiskolája], a Mannes zeneiskola és a Belmont Park-i lóversenypálya is.

## Fogadtatás
A film általánosságban igen pozitív kritikákat kapott, köztük a hasonló témájú, pár évvel korábbi Love Story című filmmel való kedvező összehasonlításokkal is. Roger Greenspun filmkritikus "igaznak és meghatónak" ítélte, annak ellenére is, hogy "szinte minden klisé felvonul benne, ami elérhető fiatal szerelmesek számára Manhattanben." A New York Times kritikusa, Rosalyn Drexler azt írta, hogy ez a fiatalok szerelméről szóló legőszintébb és legrokonszenvesebb történet, amit valaha látott; egyúttal hozzátette: „Robby Benson vicces, lelkes és intelligens; képes úgy eljátszani a jeleneteket, mintha azok teljesen spontánok lennének. Az ő jelenléte adja a Jeremy legvonzóbb tulajdonságát: egyfajta teljes belemerülést a fiatalok kritikus átmeneti rítusaiba.” Gene Siskel filmkritikus egy négy fokozatú értékelési listán három és fél csillagot adott a filmnek, hozzátéve, hogy álláspontja szerint a film sikere igen nagy mértékben volt köszönhető a két főszereplőt megformáló színész, Robby Benson és Glynnis O'Connor alakításának.Mint írta: „Mindketten az érzelmek igen széles skáláját képesek kifejezni, a forgatókönyv pedig meg is ad nekik ehhez minden lehetőséget. Alakításukból messze kicseng a tisztaság és a becsületesség." A Variety kritikája azt emelte ki, hogy Barron „éleslátással kezeli ezt az enyhe, mégis ragyogó képet”, illetve hogy a záró jelenetek különösen meghatóra sikeredtek. Charles Champlin a Los Angeles Timesban így írt: a Jeremy „egy jól megcsinált film, dokumentumfilm-szerű hangulattal Felső-Manhattan tekintetében (...) de nyugtalaníthatja a nézőt, hogy keveredik benne egy alaposan megfigyelt fizikai valóság és egy szokatlanul romantikus látszat”. Tom Shales a Washington Posttól kissé keményebben fogalmazva úgy vélte: „még ha valaki hinni akar is ennek a boldog látomásnak, és át akarja adni magát a film kegyének, ennek a valószínűtlen és eseménytelen forgatókönyvnek, (…) ez nehéz lesz a számára. Röviden: úgy ábrázolja Jeremyt és Susant, mint egy párt a gazdag unalmas senkik világából.”
Némi vitát okozott még a film kapcsán Benson és O'Connor szeretkezési jelenete, elsősorban amiatt, mert mindkét színész még csak 16 éves volt – ami alapján az Egyesült Államokban akkor kiskorúnak számítottak. Benson egy interjúban azt állította, hogy szülei beleegyeztek a jelenet felvételébe (ami amúgy is zárt körülmények között történt), mindössze annyi feltétellel, hogy meztelenség ne látszódjék a felvételeken (ami meg is valósult, hiszen a film végső változatában semmi intin részlet nem volt látható), ráadásul – elmondása szerint – egyikük sem volt teljesen meztelen a forgatás alatt, mindketten testszínű alsóneműt viseltek.

## Filmzene
A film zenéje még a bemutató évében, 1973-ban megjelent nagylemezen, a United Artists Records kiadásában (UA-LA145-G). A teljes filmzene Lee Holdridge neve alatt jelent meg, de tartalmazott két eredeti szerzeményt is, melyekben énekesként a főszerepeket játszó színészek működtek közre, és amelyek az alábbiak voltak:
- Blue Balloon (The Hourglass Song) – írta Joseph Brooks, előadta Robby Benson.
- Jeremy – írta Lee Holdridge és Dorothea Joyce, előadta Glynnis O'Connor.

## Fordítás
- Ez a szócikk részben vagy egészben  a   Jeremy (film) című angol Wikipédia-szócikk fordításán alapul.  Az eredeti cikk szerkesztőit annak laptörténete sorolja fel. Ez a jelzés csupán a megfogalmazás eredetét és a szerzői jogokat jelzi, nem szolgál a cikkben szereplő információk forrásmegjelöléseként.